# Brúcol

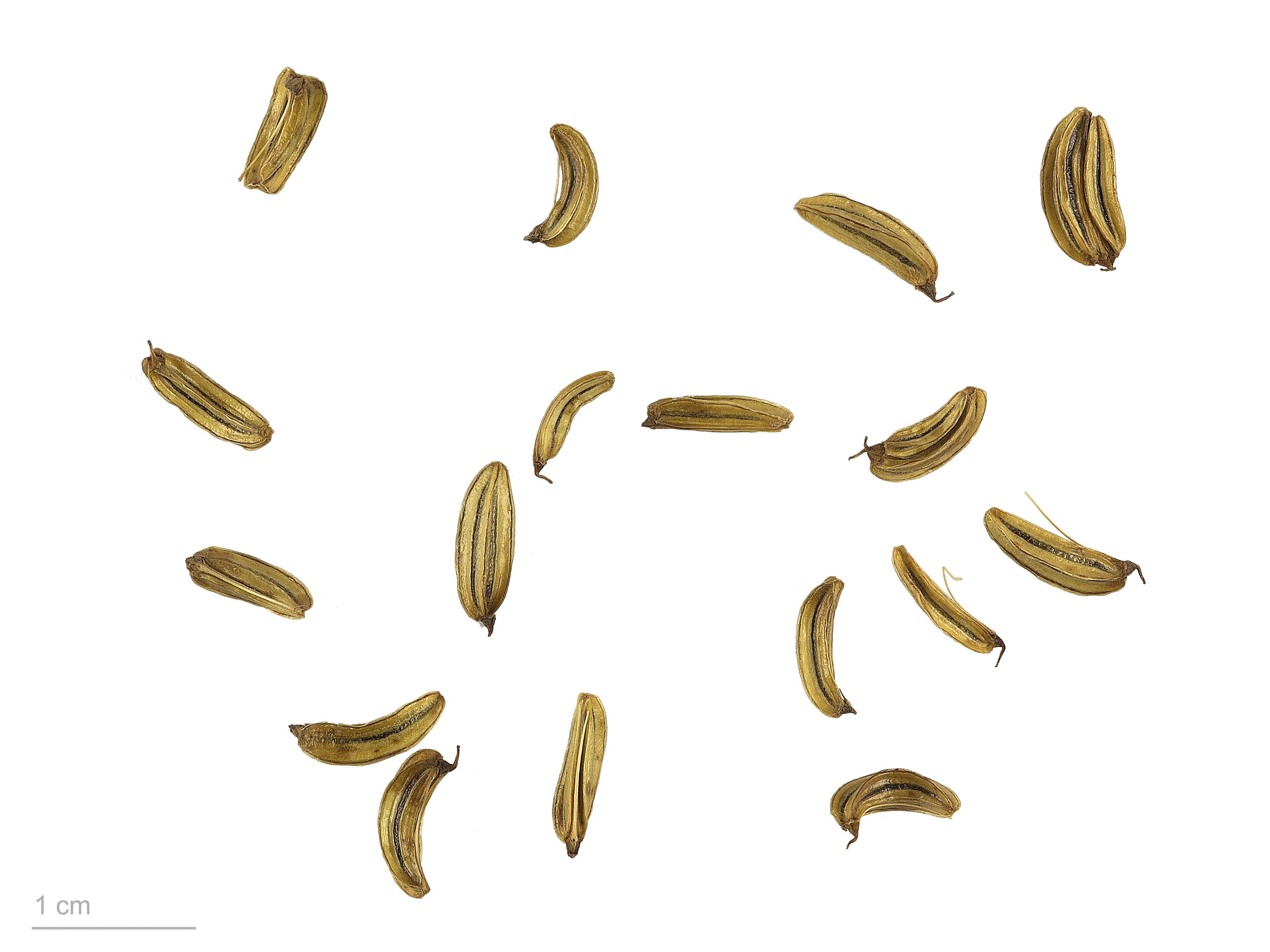
Molopospermum peloponnesiacum

El brúcol (Molopospermum peloponnesiacum, del grec mólops -macadura, en referència a les costelles dels fruits-, i spérma -llavor-, i de Peloponnesiakón -del Peloponès-) és una espècie de planta que es conrea en alguns pobles pirinencs. També apareix als Alps i algunes altres serralades entre els Alps i els Pirineus.
És l'única espècie del gènere Molopospermum. També és coneguda com a api bord o coscoll.

## Morfologia
És una planta herbàcia erecta, robusta i glabrescent d'aroma penetrant i d'elegant fesomia, que fa d'1 a 2 m d'alçària, amb una tija robusta, gruixuda i buida que porta les fulles i unes inflorescències, en forma d'umbel·la, molt grans, denses i globuloses, la terminal molt més gran que les laterals.
Té les fulles lluents, molt grosses, les inferiors poden arribar a 1 m de llargada, diverses vegades dividides, amb els darrers segments lanceolats i dentats.
Les flors són d'un blanc esgrogueït, petites, disposades en umbel·les de 20 a 40 radis, d'una gran vistositat. La floració té lloc entre juny i agost.
Els fruits són ovoides de 7-10 x 5-7 mm tenen 6 ales i 4 costelles prominents.

## Localització
A l'alta muntanya, només als Pirineus, sobre sòls pedregosos, a les tarteres i en els relleixos de les roques, principalment a l'estatge subalpí i rarament descendeix a l'estatge montà. De la Vall d'Aran i de l'Alta Ribagorça al Conflent i al Ripollès (1.150-2.300 m) Sovint acompanyada de gencianes grogues i altres megafòrbiques.

## Època de recol·lecció
A partir del mes de maig, abans que les flors s'obrin.

## Ús gastronòmic
Només se n'utilitzen els pecíols i els brots tendres. Cal treure les fibres que els recorren tal com si es tractés d'api.
És bona per fer amanides i combina bé amb qualsevol verdura crua.